# Gomphurus fraternus
Gomphurus fraternus är en trollsländeart. Gomphurus fraternus ingår i släktet Gomphurus och familjen flodtrollsländor.

## Underarter
Arten delas in i följande underarter:
- G. f. fraternus
- G. f. manitobanus